# Uwe Kröger
Uwe Kröger (ur. 4 grudnia 1964 w Hamm) – niemiecki aktor teatralny, wokalista i tancerz, znany głównie z licznych ról w musicalach.
Przełomem dla jego kariery okazała się rola Śmierci (Der Tod) w musicalu Elisabeth, który premierę miał we wrześniu 1992 w Wiedniu. Później Kröger wcielał się w tę postać jeszcze trzykrotnie, w produkcjach w Essen (2001–2003), Berlinie (2008) i Frankfurcie (2009–2010).
Prócz tego Kröger zagrał w takich musicalach jak Drei Musketiere (Berlin), Sunset Boulevard, The Wild Party (Amstetten), Rudolf – Affaire Mayerling (Wiedeń 2009–2010), Rebecca (Wiedeń 2006–2008) czy Phantom der Oper.

## Spektakle teatralne
- 1988–1989: Starlight Express (Bochum) – jako Rusty, oraz Flattop
- 1989–1990: Les Miserables (Raimundtheater, Wiedeń) – jako Marius, oraz Enjolras
- 1990: Jesus Christ Superstar (Schwäbisch Hall) – jako Jezus
- 1991: Les Misérables (Amsterdam) – jako Enjolras, oraz Feuilly
- 1991-1992: Starmania (Essen) - jako Ziggy
- 1992: Jesus Christ Superstar (Regensburg) – jako Jezus
- 1993: The Rocky Horror Show (Berliner, Wiedeń) – jako Frank'N'Furter
- 1992–1994: Elisabeth (Theater an der Wien, Wiedeń) – jako Der Tod
- 1994–1995: Miss Saigon (Apollo Theater, Stuttgart) – jako Chris
- 1995–1997: Sunset Boulevard (Rhein-Main-Theater, Niedernhausen) – jako Joe Gillis
- 1997–1999: Die Schöne und das Biest (Palladium Theater, Stuttgart) – jako Bestia
- 1998–1999: Cabaret (Sofiensäle, Wiedeń) – jako Conferancier
- 1999: Miss Saigon (Stuttgart) – jako Chris
- 1999–2000: Mozart! (Theater an der Wien, Wiedeń) – jako Hieronymus Colloredo
- 2000: Joseph and the Amazing Technicolor Dreamcoat (Raimundtheater, Wiedeń) jako Pharoah
- 2000–2001: Napoleon (Shaftesbury Theatre, Londyn) – jako Napoleon
- 2002: Bezauberndes Fräulein (Ronacher, Wiedeń) – jako Felix
- 2001–2003: Elisabeth (Colosseum Theater, Essen) – jako Der Tod
- 2003–2004: Les Misérables (Theater des Westens, Berlin) – jako Javert
- 2004-2005: The Wild Party (Amstetten) - jako Burrs
- 2005–2006: 3 Musketiere (Theater des Westens, Berlin) – jako Kardynał Richelieu
- 2006: Das Phantom der Oper (Colosseum Theater, Essen) – jako Upiór
- 2006–2008: Rebecca (Raimundtheater, Wiedeń) – jako Maxim de Winter
- 2007: Dracula (Kasemattenbühne, Graz) – jako Abraham van Helsing
- 2008: Elisabeth (Theater des Westens, Berlin) – jako Der Tod
- 2009: Rudolf: Affaire Mayerling (Raimundtheater, Wiedeń) – jako Hrabia Eduard von Taaffe
- 2009–2010: Elisabeth (Frankfurt) – jako Der Tod
- 2011-2012: Sound of Music (Salzburg) - jako kapitan von Trapp
- 2012: Hairspray (Monachium, Merzig) - Jako Edna Turnblad